# Filialkirche Alt-Rottenmann

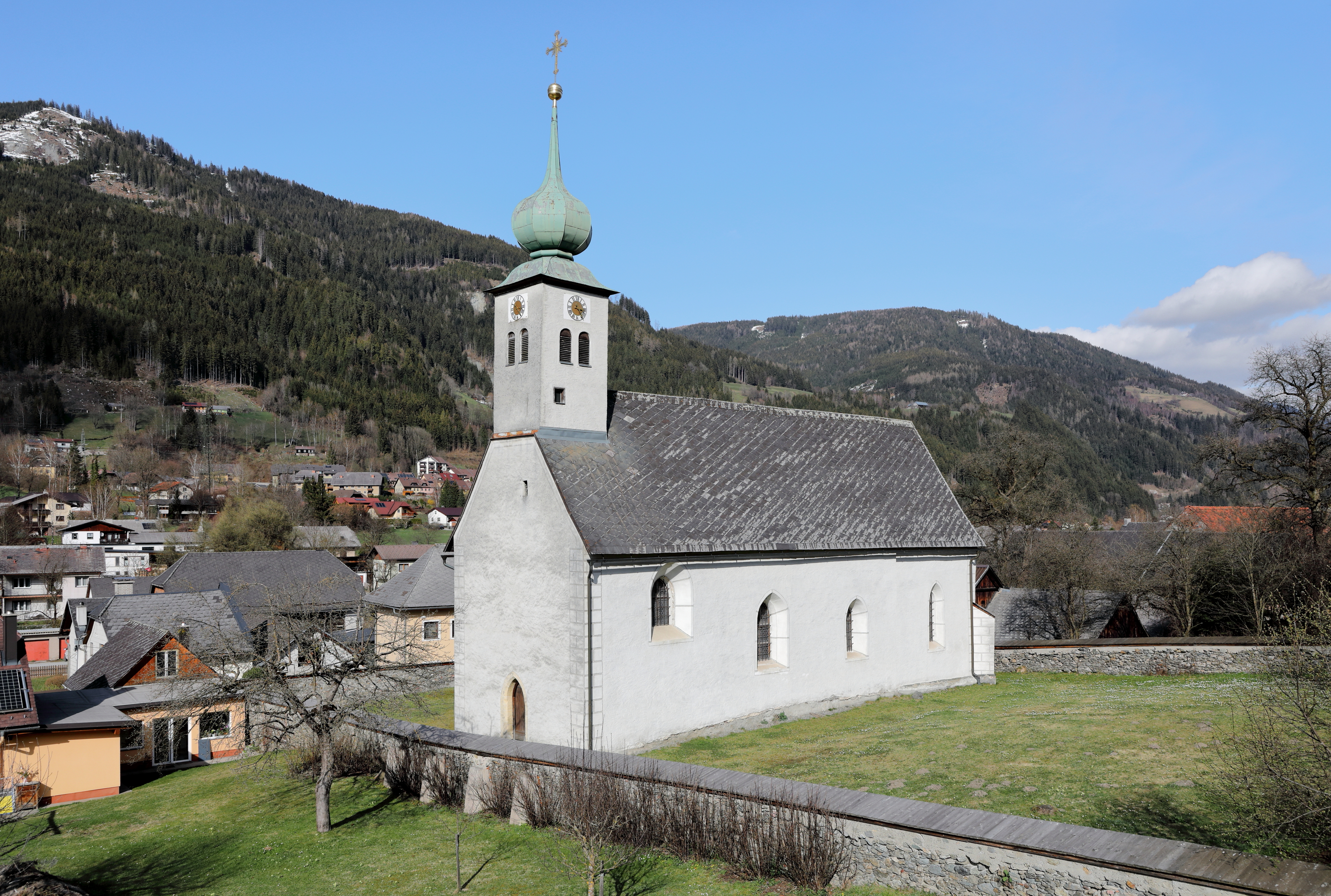
Katholische Filialkirche hl. Georg in St. Georgen

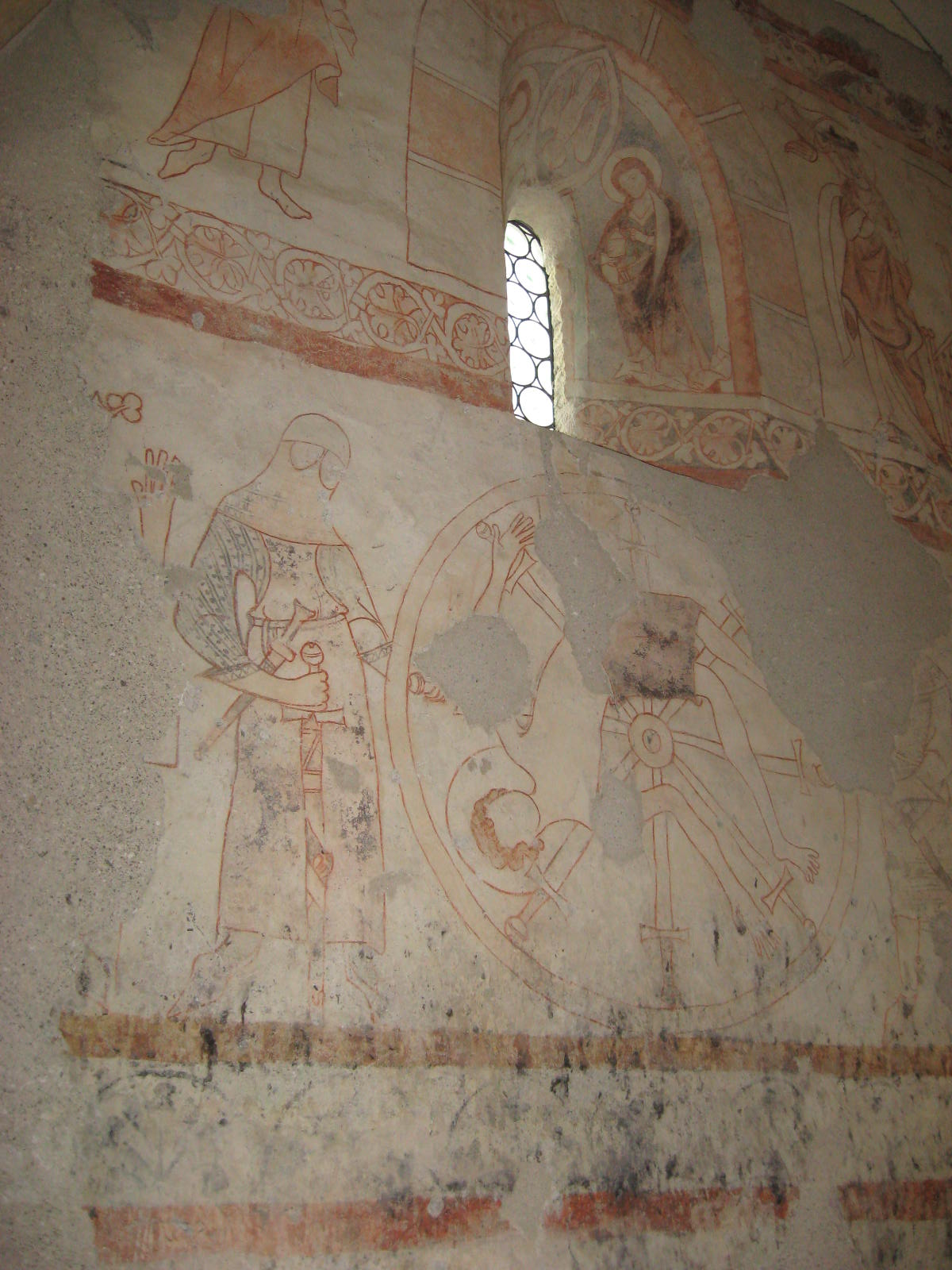
Wandmalerei

Die Filialkirche Alt-Rottenmann steht im Ort St. Georgen in der Stadtgemeinde Rottenmann im Bezirk Liezen in der Steiermark. Die dem Patrozinium hl. Georg unterstellte römisch-katholische Filialkirche der Stadtpfarrkirche Rottenmann gehört zum Dekanat Admont in der Diözese Graz-Seckau. Die Kirche und der ehemalige Friedhof stehen unter Denkmalschutz (Listeneintrag).

## Geschichte
Die älteste Kirche von Rottenmann war die Pfarrkirche von St. Georgen. 1007 war sie dem Hochstift Bamberg gehörig.
Der im Kern romanische Kirchenbau wurde baulich erweitert und 1414 neu geweiht. Nach einem Türkeneinfall wurde die Kirche 1480 wieder aufgebaut und erhielt gleichzeitig ein Netzrippengewölbe. 1895 wurde die Kirche innen restauriert.

## Architektur
Das einfache romanische Langhaus mit einem gleich breiten Chor hat nur am Chorhaupt einfache Strebepfeiler. In der Nordwand gibt es ein vermauertes romanisches Fenster. Über der Westfront steht der Dachreiter, er trägt einen Zwiebelhelm. Die Kirche ist von einem ummauerten Kirchhof mit einem Nordtor umgeben.
Das Kircheninnere zeigt ein dreijochiges Langhaus unter einem Netzrippengewölbe. Die gotische Westempore auf einem Gewölbe springt mittig zurück. Der eingezogene Fronbogen ist rundbogig. Der gleich breite Chor mit einem Fünfachtelschluss hat ein Rippengewölbe mit einem runden Schlussstein reliefiert mit einer Taube.

## Ausstattung
Der Flügelaltar um 1520 stammt aus der Werkstätte von Lienhard Astl.